# Supremo (album)
A Supremo a venezuelai Chino y Nacho duó negyedik stúdióalbuma. Megjelent 2011. október 18-án. Az albumon trópusi, merengue hangzás előtérbe kerül. A ¿Será Que Tengo La Culpa? című szám a Rafaela vagy éppen a Fekete özvegy című teleregény dala. Ennek egy korábbi változata jelent meg ezen az albumon. A végleges változat később került kiadásra. A Supremo albumot jelölték az Év trópusi albuma díjra a 2013. évi 25. A Mi Díjunk-ra.

## Zeneszámok
1. Príncipe Azul 3:48
2. Sin Tí '14:08
3. Estoy Enamorado 3:52
4. El Poeta 3:57
5. Bebé Bonita (Jay Sean) 3:48
6. Regálame Un Muack (El Potro Álvarez) 3:35
7. Loco, Loco 3:28
8. Por Eso Quiero 3:51
9. Bachata Rosa 3:17
10. Pobre Corazón 4:19
11. ¿Será Que Tengo La Culpa? (Luis Enrique) '14:27